# Springbok (Sudafrica)
Springbok è una cittadina della provincia del Capo Settentrionale, in Sudafrica. 

## Infrastrutture e trasporti

### Strade
Springbok è raggiunta da molte strade regionali, tra cui la R354 (che la collega a Sutherland e Matjiesfontein) e la R355 (che la collega alla R46 e a Calvinia).